# Front uni national pour un Cambodge indépendant, neutre, pacifique et coopératif
Le Front uni national pour un Cambodge indépendant, neutre, pacifique et coopératif — abrégé couramment en FUNCINPEC — est un parti royaliste cambodgien.

## Historique
Le FUNCINPEC est fondé en mars 1981 par Norodom Sihanouk à Pyongyang afin de donner une composante monarchiste à la lutte contre le régime pro-vietnamien de la république populaire du Kampuchéa. Alors que le prince fondateur occupait la place de président, Nhiek Tioulong en est le premier vice-président et In Tam le second vice-président, qui démissionne deux années plus tard et est alors remplacé par la princesse Monique, l'épouse du monarque. Il est prévu de créer un bureau politique et un comité central, mais l'idée est vite abandonnée afin de laisser une plus grande indépendance aux sections de chaque pays où une diaspora cambodgienne est implantée.
Durant la guerre civile cambodgienne dans les années 1980, le parti combat le régime de Phnom Penh aux côtés des républicains du Front national de libération du peuple khmer et les forces khmères rouges. Le bras armé du Funcinpec à l'époque est l'ANS (Armée nationale sihanoukiste).
L'ANS fut formée le 1er mai 1981 à partir de quatre groupes armés sihanoukistes dont le MOULINAKA , Odder Tus, Khmer Angkor et Kleang Moeung (du nom d'un héros mythique khmer), ce dernier corps paramilitaire étant dirigé par Toan Chay, qui devint dans les années 1990 gouverneur de la province de Siem Reap. 
À partir du début des années 1990, le Funcinpec entre dans le jeu politique classique et renonce à la lutte armée.Il forme une coalition gouvernementale avec le Parti du peuple cambodgien de Hun Sen jusqu'en 2008.

## Résultats électoraux depuis 1993
Un temps parti majeur au Cambodge avec le CPP, le FUNCINPEC recule à chaque élection et est devenu un parti relativement modeste électoralement, dépassé à la fois par le CPP et, plus récemment, par le Parti Sam Rainsy.
Lors des élections législatives de 1993, le FUNCINPEC arrive en tête avec 45 % des voix, devant le CPP et ses 38 %.
Les élections législatives de juillet 1998 consacrent le recul du FUNCINPEC, qui obtient 31 % des voix, derrière le CPP (41 %), mais devant le Parti Sam Rainsy (15 % des voix).
En 2003, les élections législatives confirment le recul du FUNCINPEC, qui tombe à 21 % des voix, derrière le CPP (47 %), mais aussi derrière le Parti Sam Rainsy, qui obtient 22 % des voix.
Aux élections de 2008, le FUNCINPEC ne rassemble plus que 5,05 % des voix et est devancé par quatre autres partis.
À l'Assemblée nationale du Cambodge, le FUNCINPEC ne détient plus que 2 des 123 sièges depuis 2008. Il est un peu mieux représenté au Sénat où il a obtenu 19 % des voix et 9 des 57 sièges soumis au vote en 2006.
Avec environ 3% et 6% obtenus aux élections législatives de 2013 et 2018, le parti n'obtient aucun siège à l'Assemblée Nationale.
Mené par le prince Norodom Chakravuth aux élections législatives de 2023, le FUNCINPEC remporte cinq sièges à l'Assemblée nationale et devient le seul parti d'opposition parlementaire, contre le CPP qui détient 120 sièges. Longtemps directeur informatique d’une multinationale à l’étranger, le prince s'était montré peu confiant sur l'issue du scrutin en raison des conditions politiques et de son manque d'expérience : « J’ai un an et demi de politique au Cambodge, je pars presque de zéro ».